# 野村又三郎 (14世)
十四世 野村 又三郎（じゅうよんせい のむら またさぶろう、1971年6月30日 - ）は日本の狂言師。和泉流野村又三郎の十四世に当たる。

## 人物
1971年6月30日、愛知県名古屋市出身。能楽師狂言方十二世野村又三郎の長男として出生。本名は野村 信行（のむら のぶゆき）。
南山中学校・高等学校、東京藝術大学音楽学部邦楽科狂言専攻卒。同大学音楽学部 別科邦楽謡曲専攻を修了。長男は野村信朗（のぶたか）。

### 略歴
- 1976年 『靭猿』で初舞台
- 1985年〜1988年 NHK名古屋放送局制作『中学生日記』にレギュラー出演
- 1986年 『三番叟』を披き元服
- 1988年 『那須語』を披く
- 1989年 『千歳』を披く
- 1991年 『釣狐』を披き独立
- 1996年 『金岡』を披き、四世野村小三郎を襲名
- 2000年 『花子』を披く
- 2003年　映画『ラスト サムライ』に出演のほか、劇中劇の構成・演出・台本作成・演技指導を担当
- 2005年　愛知万博開会式で創作舞踊狂言「叡智の袋」を脚本・演出・主演にて上演
- 2007年　師父十二世野村又三郎の逝去に伴い、一門の統率を継承
- 2008年 『風流』を披く
- 2011年 十四世野村又三郎を襲名
- 2013年 岐阜発ドラマ NHK名古屋放送局制作・NHK岐阜放送局『父の花、咲く春〜岐阜・長良川幇間物語〜』梅次役で出演

### 受賞歴
- 1996年　第10回TARG賞〈名古屋市青年会議所主催〉 （団体受賞）
- 1997年　第18回松尾芸能賞新人賞〈松尾芸能振興財団主催〉
- 2001年　平成12年度名古屋市民芸術祭審査員特別賞〈名古屋市主催〉 （団体受賞）
- 2002年　第17回パチンコ大衆文化・福祉応援賞〈愛知県遊戯業協同組合主催〉
- 2004年　第20回芸術創造賞〈名古屋市文化振興事業団主催〉
- 2005年　名古屋市民芸術祭賞〈名古屋市主催〉 （団体受賞）
- 2009年　名古屋市芸術奨励賞〈名古屋市主催〉